# Bestenliste neuseeländischer Triathletinnen auf der Ironman-Distanz

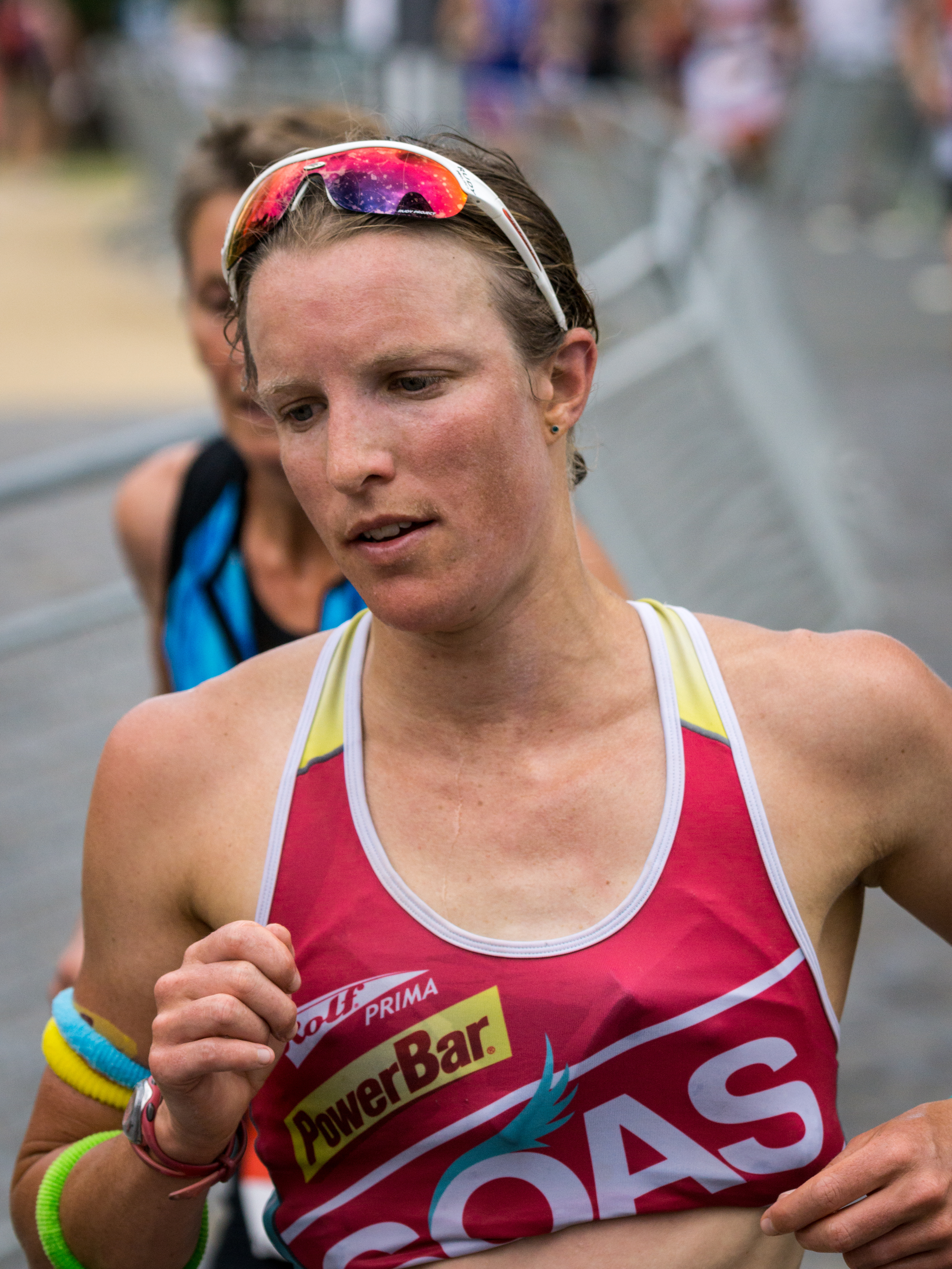
Gina Crawford beim Ironman Germany, 2014

Die Bestenliste neuseeländischer Triathletinnen auf der Ironman-Distanz umfasst alle Zeiten, die weltweit von Frauen aus Neuseeland bei einem Triathlon über die Langdistanz bzw. Ironman-Distanz (3,86 km Schwimmen, 180,2 km Radfahren und 42,2 km Laufen) erzielt wurden (Stand: 13. Dezember 2023).

## Kriterien für die Bestzeiten
Berücksichtigt wurden Zeiten von Amateuren und Profis unter 9:10 Stunden seit Oktober 1982. Jede Athletin wird hier mit ihrer persönlichen Bestzeit angeführt. Wettkämpfe, bei denen witterungsbedingt nur ein Duathlon ausgetragen wurde, oder Teildistanzen stark durch den Veranstalter verkürzt wurden, finden keine Berücksichtigung.

Eine offizielle Vermessung der Strecken, wie in der Leichtathletik mit dem Jones-Counter, erfolgt im Triathlon bis jetzt nicht. Die Rennen sind deshalb aufgrund einer nicht ganz genauen Länge nur begrenzt bzw. eingeschränkt vergleichbar. Die offiziellen Verbände führen keine Rekorde oder Bestenlisten.
Auch die Zeiten bei ein und demselben Wettkampf, wie auch auf Hawaii, sind durch Streckenänderungen, Baustellen, Beschaffenheit oder Veränderung des Straßenbelags, Verlegungen und Veränderungen der Wechselzonen, nicht vergleichbar. Bei den hier aufgeführten Zeiten handelt es sich um Ergebnisse, die bei Wettkämpfen mit offiziellem Windschattenverbot erzielt worden sind.
Die Ergebnisse der Männer aus Neuseeland finden sich in der Bestenliste neuseeländischer Triathleten auf der Ironman-Distanz.

## Liste
| Platz | Name                     | Jahr | Zeit    | Veranstaltung             | Bemerkung / Titel | Quelle |
| ----- | ------------------------ | ---- | ------- | ------------------------- | --- | ------ |
| 1     | Teresa Adam              | 2019 | 8:38:42 | Ironman Western Australia | Streckenrekord beim Ironman Western Australia                                                                                  | [ 1 ]  |
| 2     | Hannah Berry             | 2024 | 8:44:31 | Ironman Cairns            | |        |
| 3     | Britta Martin            | 2014 | 8:56:34 | Ironman Western Australia | | [ 2 ]  |
| 4     | Gina Crawford (Ferguson) | 2008 | 8:57:18 | Challenge Roth            | 2014: 3. Rang Ironman European Championship                                                                                    | [ 3 ]  |
| 5     | Joanna Lawn              | 2007 | 8:58:25 | Challenge Roth            | |        |
| 6     | Rebecca Clarke           | 2024 | 9:03:43 | Ironman Cairns            | |        |
| 7     | Erin Baker               | 1990 | 9:05:28 | Ironman Canada            | 1987, 1990: WM Ironman Hawaii 1989: WM Triathlon Kurzdistanz 1991: WM Duathlon Kurzdistanz 1992, 1994: WM Duathlon Langdistanz |        |
| 8     | Amelia Watkinson         | 2021 | 9:09:52 | Ironman Cairns            | |        |

(NM = Neuseeländische Meisterin, EM = Europameisterin, WM = Weltmeisterin)